# Rippey (Iowa)
Rippey é uma cidade localizada no estado americano de Iowa, no Condado de Greene.

## Demografia
Segundo o censo americano de 2000, a sua população era de 319 habitantes.
Em 2006, foi estimada uma população de 294, um decréscimo de 25 (-7.8%).

## Geografia
De acordo com o United States Census Bureau tem uma área de
2,2 km², dos quais 2,2 km² cobertos por terra e 0,0 km² cobertos por água. Rippey localiza-se a aproximadamente 327 m acima do nível do mar.

## Localidades na vizinhança
O diagrama seguinte representa as localidades num raio de 16 km ao redor de Rippey.